# 東矢島町
東矢島町（ひがしやじまちょう）は、群馬県太田市にある地名（町丁）。郵便番号は373-0816。

## 概要
九合地区にある町丁。

## 地理
南東部は埼玉県と接している。

### 近隣町丁
- 飯塚町
- 西矢島町
- 南矢島町
- 東別所町
- 埼玉県

## 世帯数と人口
2022年（令和4年）3月31日現在の世帯数と人口は以下の通りである。
| 町丁     | 世帯数   | 人口   |
| -------- | -------- | ------ |
| 東矢島町 | 1398世帯 | 3403人 |

## 交通

### 鉄道
町内に鉄道は通っていない。

### 道路
- 国道407号

## 施設
- 太田市立旭小学校